# Vicente González (Politiker)

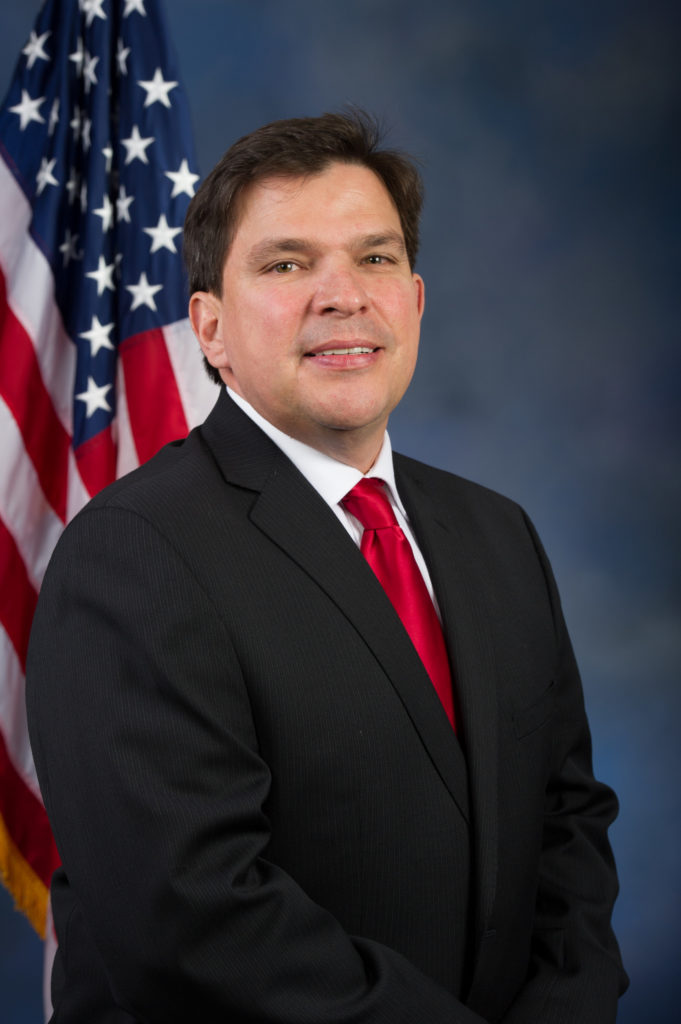
Vicente González (2016)

Vicente González junior (* 4. September 1967 in Corpus Christi, Texas) ist ein US-amerikanischer Politiker der Demokratischen Partei. Seit dem 3. Januar 2023 vertritt er den für die Wahl 2022 neu zugeschnittenen 34. Distrikt des Bundesstaats Texas im US-Repräsentantenhaus. Zuvor vertrat er von 2013 bis 2023 den 15. texanischen Distrikt im Repräsentantenhaus.

## Werdegang
Nach der High School absolvierte Vicente González die auf der Naval Air Station Corpus Christi angesiedelte Außenstelle der Embry–Riddle Aeronautical University. Nach einem anschließenden Jurastudium an der Law School der Texas A&M University und seiner Zulassung als Rechtsanwalt begann er 1997 in diesem Beruf zu arbeiten. Außerdem studierte er noch an der jusristischen Fakultät der Harvard University das Fach Verhandlungsrecht. Er ist Mitglied der Anwaltskammern in den Bundesstaaten Texas und New York.
Politisch schloss er sich der Demokratischen Partei an. Bei den Kongresswahlen des Jahres 2016 wurde González im 15. Wahlbezirk von Texas gegen den Republikaner Tim Westley in das US-Repräsentantenhaus in Washington, D.C. gewählt, wo er am 3. Januar 2017 die Nachfolge von Rubén Hinojosa antrat, der 2016 nicht mehr kandidiert hatte. In den Jahren 2018 und 2020 konnte er ebenfalls gewinnenSeit dem 3. Januar 2023 vertritt González wegen eines Neuzuschnitts der Distrikte in Texas im Rahmen des Zensus 2020 den 34. Wahlbezirk, in dem er 2022 und 2024 wiedergewählt wurde. Seine aktuelle Legislaturperiode im Repräsentantenhaus des 119. Kongresses läuft noch bis zum 3. Januar 2027.